# سان أندرس
سان أندريس هي جزيرة المرجان في البحر الكاريبي. ترجع الجزيرة تاريخيًا إلى إنجلترا، وجزء منها سياسيًا إلى كولومبيا، سان أندريس من الجزر القريبة لبروفيدينسيا و سانتا كاتالينا من تشكيل دائرة سان أندريس، و بروفيدنسيا سانتا كاتالينا. تقع سان أندريس، في المجموعة الجنوبية من الجزر. اللغات الرسمية للجزيرة هي الإسبانية، الإنجليزية، ولغة الكريول. في حين أن سان أندريس تقع على بعد 50 كم ( 31 ميل) جنوب بروفيدينسيا، الأرخبيل الكولومبية حوالي 230 كم ( 140 ميل) شرق نيكاراغوا وحوالي 750 كم ( 470 ميل) إلى الشمال من البر الرئيسى الكولومبية.
هذا الأرخبيل يشمل مساحة إجمالية قدرها 57 كم 2 (22 ميل مربع)، بما في ذلك الجزر الصغيرة المنخفضة الخارجي، والشعاب، والجزر والضفاف الرملية، مع مساحة الجزر لكونها 45 كم 2 (17 ميل مربع).
في عام 2000، تم إعلانها محمية المحيط الحيوي لليونسكو، واسمها ” Seaflower كمحمية المحيط الحيوي “، التي تشمل أيضا الجزر بحوالي 10 ٪ من البحر الكاريبي، لتصل إلى منطقة بحرية واسعة من 300،000 كم 2 ( 120،000 ميل مربع).
وكان الغرض من هذا التصريح هو التأكد من أن النظام الإيكولوجي، وأنها غنية بالتنوع البيولوجي، وللحفاظ عليها جيدًا وحفظها. تقع العاصمة للإدارة على الطرف الشمالي من الجزيرة. تسمى الجزيرة باسم سان أندريس، وملقبة باسم سنترو، وهي من المركز الحضري الرئيسي للوزارة.
على طول 30 كم ( 19 ميل) الطريق الذي يدور حول الجزيرة وهناك العديد من الشواطئ الخلابة والشعاب المرجانية، و الجزر الصغيرة المنخفضة، والسخانات، والخلجان.
أيضا من الملاحظة أنها لا لوما، فبلدة سان أندريس، والكنيسة المعمدانية، وحوض اسماك ضخم، و بركة كبيرة لا لاغونا، و بحيرة للمياه العذبة وسط غابات المنغروف.
هناك مزارع جوز الهند النخيل والمراعي الخصبة، و الأشجار الأصلية طويل القامة تصل إلى 20 مترا ( 66 قدم).
تحيط بها البحر الكاريبي الدافئة، كل هذه الميزات جعلت من الجزيرة لـ ” قضاء العطلات الغريبة والممتعة”.